# Junornis

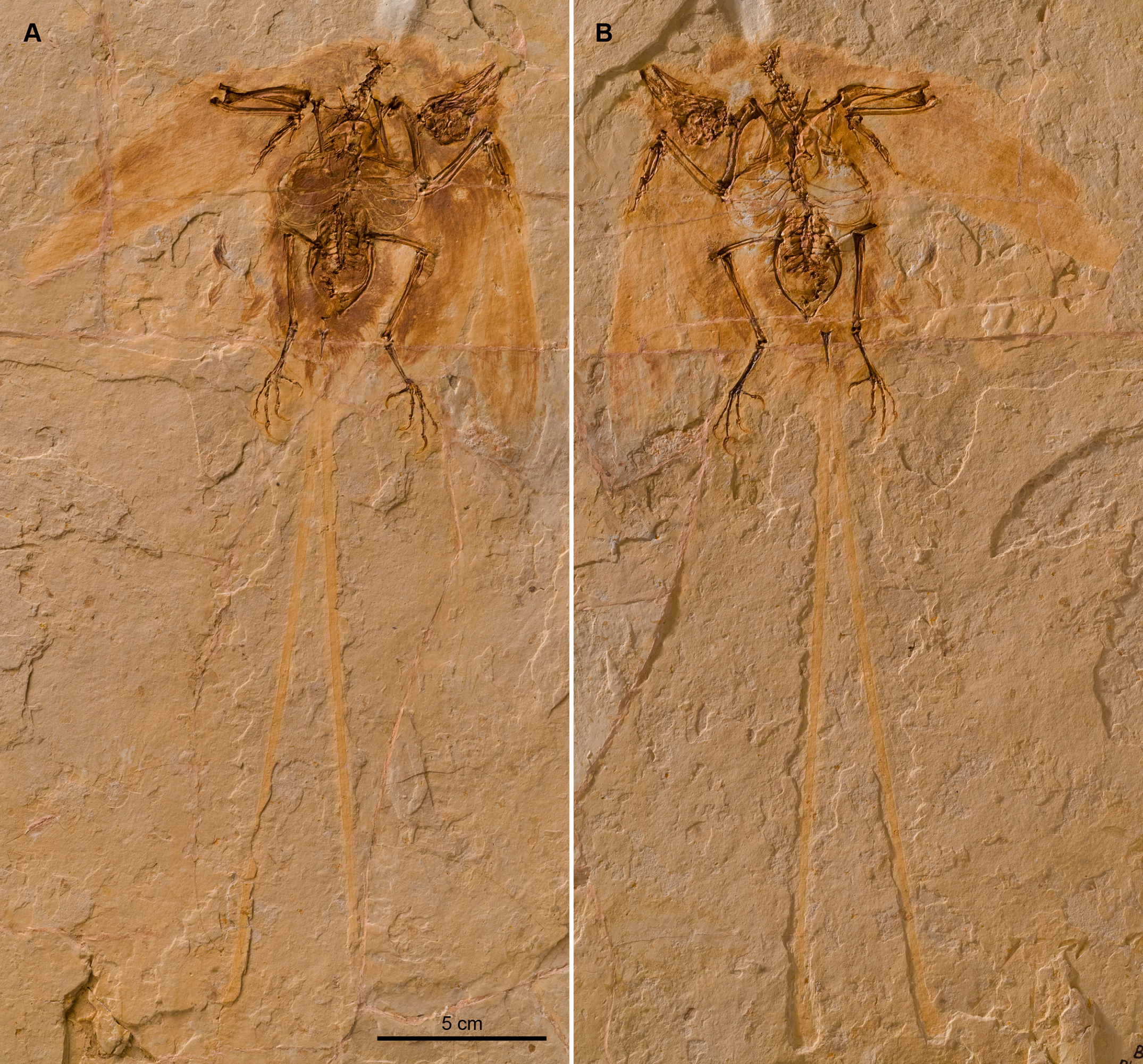
Plaat en tegenplaat van het holotype

Junornis is een geslacht van uitgestorven vogels uit het Vroeg-Krijt van de huidige Volksrepubliek China, behorend tot de Enantiornithes. De enige benoemde soort is Junornis houi.

## Vondst en naamgeving
Bij het dorp Liutiaogou, nabij de stad Daming in de prefectuur Ningchen in Binnen-Mongolië werd een skelet van een vogel opgegraven door de illegale fossielenhandel. Het werd verworven door het Beijing Museum of Natural History. Het werd in Amerika verder geprepareerd door Maureen Walsh.
In 2017 benoemden en beschreven Liu Di, Lius María Chiappe, Francisco Serrano, Michael Habib, Zhang Yuguang en Meng Qinjing de typesoort Junornis houi. De geslachtsnaam is afgeleid van het Chinees jun, 俊, 'schoon', en het Oudgrieks ὄρνις, ornis, 'vogel'. De soortaanduiding eert de Chinese paleoörnitholoog Hou Lianhai.
Het holotype BMNHC-PH 919 is gevonden in een laag van de Yixianformatie die dateert uit het Barremien-Aptien en ongeveer 126 miljoen jaar oud is. Het bestaat uit een skelet met schedel, platgedrukt op een plaat en tegenplaat. Het skelet ligt grotendeels in verband hoewel de schedel eraf ligt. De kwaliteit van de botten is goed. Uitgebreide resten van het verenkleed zijn bewaard gebleven.

## Beschrijving

### Grootte en onderscheidende kenmerken
Junornis is een vrij kleine vogel. De spanwijdte werd in 2017 geschat op 305,7 millimeter, het gewicht op 30,4 gram.
De beschrijvers hebben verschillende onderscheidende kenmerken kunnen vaststellen. De voorste zijhoek van het borstbeen is meer afgerond dan bij Cathayornis yandica en Houornis caudatus. De onderkant van de voorste middenlijn van het borstbeen wordt uitgehold door een opvallende trog. Aan de basis van het zijuitsteeksel van het borstbeen bevindt zich een driehoekig uitsteeksel. Het zijuitsteeksel van het borstbeen is breed en naar bezijden gebogen. De middelste achterste uitsteeksels van het borstbeen zijn relatief lang en reiken tot aan bijna het midden van de schachten van de achterste uitsteeksels. Het zwaardvormig uitsteeksel van het borstbeen is relatief lang en reikt even ver naar achteren als het zijuitsteeksel. De twee voorlaatste sacrale wervels hebben ribben die driemaal breder zijn dan de ribben van de laatste sacrale wervel. Het bekken is zeer breed.

### Skelet

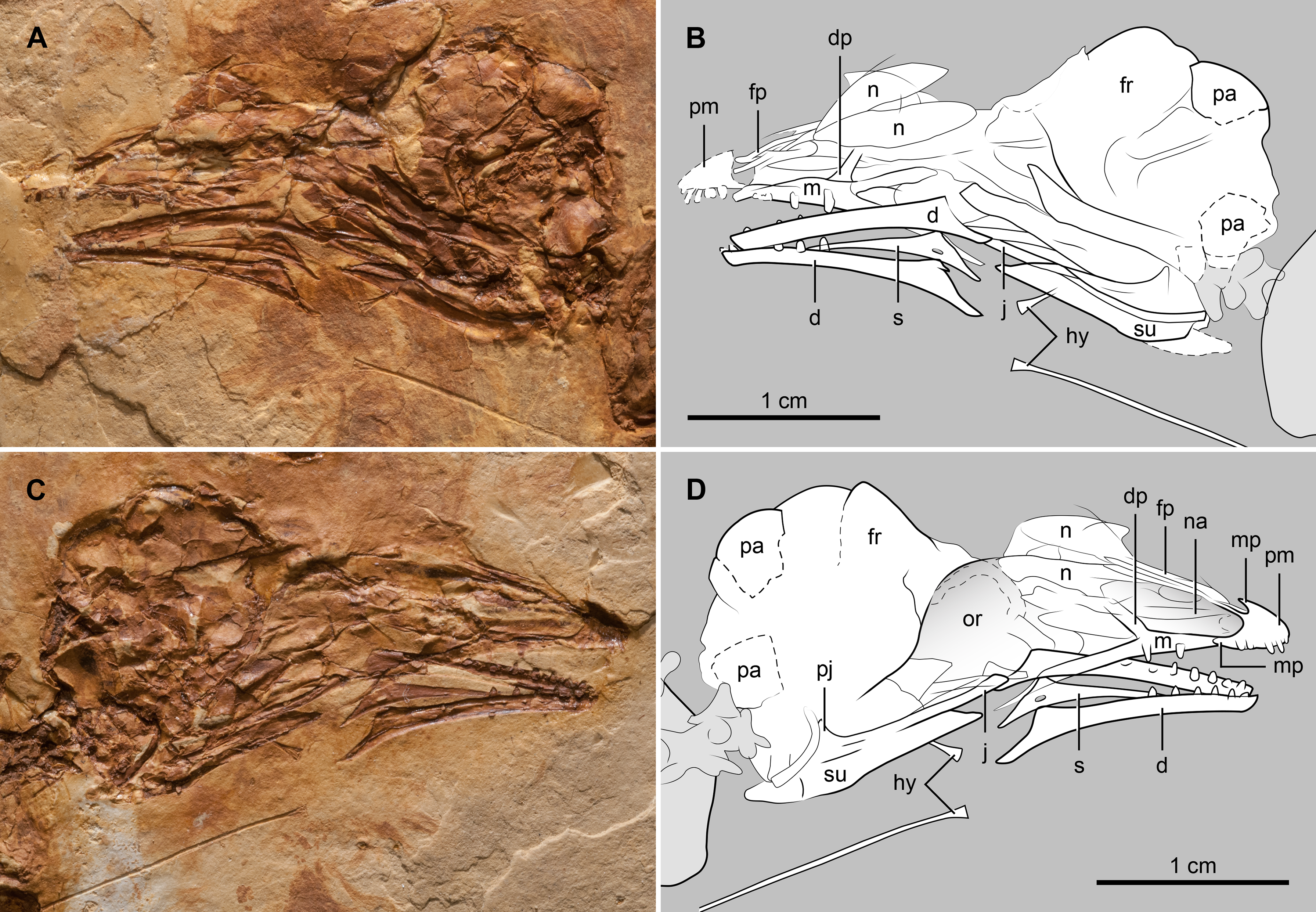
De schedel op plaat en tegenplaat

De snuit is spits maar de punt ervan licht afgerond. Snuit en onderkaken zijn licht naar beneden gebogen. De praemaxilla draagt vier tanden waarvan de voorste twee pinvormig zijn. Er staan tanden in het bovenkaaksbeen. De onderkaak draagt minstens zeven tanden. De tongbeenderen zijn opvallend lang met de helft van de lengte van de schedel.
De doornuitsteeksels van de halswervels hebben een vierkant profiel in plaats van bovenaan verbreed te zijn. Het synsacrum telt het gebruikelijke aantal van zeven wervels. De meeste sacrale ribben zijn aan hun uiteinden extreem verbreed. Er zijn minstens zeven vrije staartwervels. Het pygostyle is tamelijk kort, vooraan gevorkt, niet ingesnoerd en achteraan eindigend in een scherpe punt.
Het vorkbeen is Y-vormig waarbij de takken een hoek van 55 graden met elkaar maken. Het hypocleidum van het vorkbeen zou rusten in de trog in de onderkant van het voorste borstbeen, een configuratie die nooit eerder bij een vogel werd waargenomen. Het extra uitsteeksel bij het zijuitsteeksel is klein. De rand van het borstbeen waar de sternale ribben contact maken, is recht in plaats van hol.
Het achterblad van het darmbeen is recht in plaats van naar beneden gebogen. De eerste teen is opponeerbaar en heeft twee derden van de lengte van de tweede teen wat duidt op een goed grijpend vermogen.

### Verenkleed
Een gedeelte van het verenkleed is vervalst door de fossielenhandelaren die de punt van de linkervleugel met enkele penseelstreken verlengden. De rechtervleugel duidt op een lengte van de slagpennen van zo'n zeven centimeter. De contourveren hebben een lengte tussen de vier en elf millimeter.
Aan de staart bevinden zich twee zeer lange rectrices die een lengte hebben van zo'n twintig centimeter, een stuk langer dan de rest van de vogel. Hun randen lopen evenwijdig en ze staan licht V-vormig uit elkaar. Het laatste tiende deel van deze staartveren heeft zichtbaar echte baarden; de voorste 90 procent was vermoedelijk lintvormig.

## Fylogenie
Junornis werd in de Enantiornithes geplaatst. Het was het eerste lid van die groep dat uit de Jehol-groep van Binnen-Mongolië bekend is. Een exacte kladistische analyse werd niet uitgevoerd.

## Levenswijze
Het verenkleed stelde Serrano en Habib in staat de vluchteigenschappen van Junornis te berekenen. Het vleugeloppervlak werd geschat op 170 vierkante centimeter. De vleugels zijn tamelijk kort met een lage vleugelbelasting. De vleugelpunten konden sterke wervels opwekken die extra stijgkracht leverden. Dit soort vleugels is typisch voor de zangvogels, een moderne groep, die ongeveer dezelfde niche als Junornis kunnen hebben bezet, waarmee ze overigens niet nauw verwant waren. Zulke vogels kunnen vrij steil opstijgen en vliegen meestal met kortdurende maar hevige versnellingen, hoewel ze ook tot een langdurige klappende vlucht in staat zijn. De energiekosten daarvan, extra groot door de wrijving opgewekt door de vrij grote en brede vleugels, kunnen worden beperkt door de krachtsinspanning met tussenpozen te onderbreken zodat een golvende vlucht ontstaat. De brede vleugels zouden Junornis ook zeer wendbaar hebben gemaakt zodat hij in een korte draaicirkel kon keren.